# 薩瑟蘭

薩瑟蘭在蘇格蘭的位置（紅色）

薩瑟蘭（英語：Sutherland）是位於英國蘇格蘭高地北部的一個地區，首府是多諾赫。在1890年至1975年期間，曾設有薩瑟蘭議會。在行政區劃上現在薩瑟蘭屬高地管轄。2001年，薩瑟蘭只有不到14000人口，且約半數是高齡者。